# Zaščita po izpostavitvi
Zaščita po izpostavitvi ali postekspozicijska profilaksa (PEP) pomeni kratkotrajno zdravljenje, ki se uvede čim prej po visoko tvegani izpostavitvi osebe povzročitelju bolezni (na primer pri vbodu zdravstvenega delavca z iglo, tveganem spolnem odnosu ...), kot so virusi HIV, VHB ali VHC. Namen zaščite po izpostavitvi je zmanjšanje tveganja za okužbo.

## Steklina
Pri visoko tvegani izpostavljenosti steklini (če stekla žival osebo ugrizne ali popraska ali če slina stekle živali pride v stik s sluznico prizadetega) je priporočena zaščita po izpostavitvi, ki zajema očiščenje rane, pasivno imunizacijo z imunoglobulini stekline ter cepljenje.

## Tetanus
Po poškodbi, ki za bolnika pomeni tveganje za okužbo s tetanusom, je način zaščite po izpostavitvi odvisen od rane in od cepilnega stanja bolnika, torej prejetja odmerkov cepiva v preteklosti. Pri bolniku, ki ima manjšo rano z majhnim tveganjem za okužbo s tetanusom, vendar v preteklosti še ni bil deležen popolnega režima cepljenja (vsaj treh odmerkov), je priporočljivo, da je bolnik po nezgodi cepljen do polnega bazičnega cepljenja. Četudi je bolnik v preteklosti prejel vsaj tri odmerke cepiva, se priporoča aplikacija poživitvenega odmerka, če je od zadnjega odmerka preteklo več kot 10 let. Pri ranah z večjim tveganjem za okužbo pa je priporočena poleg cepljenja (do polnega bazičnega cepljenja s tremi odmerki oziroma aplikacije poživitvenega odmerka, če je od zadnjega odmerka preteklo več kot 10 let) tudi aplikacija tetanusnega imunoglobulina, če bolnik ni prejel v preteklosti popolnega režima cepljenja.

## HIV
Uvedba zaščite po izpostavitvi tveganju za okužbo z virusom HIV se priporoča, če je imela oseba receptivni oralni spolni odnos z ejakulacijo, vaginalni ali analni spolni odnos z osebo, okuženo z virusom HIV, ali pa je z okuženo osebo souporabljala iglo. Zaščita po izpostavitvi se priporoča tudi po vaginalnem ali analnem spolnem odnosu z osebo z neznanim statusom, ki spada v skupino z velikim tveganjem (moški, ki imajo spolne odnose z moškimi, in tujci iz držav z veliko razširjenostjo okužbe s HIV. Zdravljenje je treba uvesti čim prej, po več kot 72 urah po izpostavitvi zdravljenje zaradi neučinkovitosti ni več smiselno. Zdravljenje traja 28 dni, osebo pa je treba presejalno testirati na okužbo s HIV takoj po izpostavitvi ter nato po 6 tednih in še 4 mesecih. Priporočeno je zaščitno zdravljenje s tremi učinkovinami (ali štirimi, kadar je tretje zdravilo zaviralec proteaze, ki je ojačan z ritonavirjem), in sicer
| 2 NRTI-ja                                      | Tretje zdravilo                                                                        |
| ---------------------------------------------- | -------------------------------------------------------------------------------------- |
| tenofovir/emtricitabin ali zidovudin/lamivudin | lopinavir/ritonavir ali atazanavir + ritonavir ali darunavir + ritonavir ali efavirenz |

* NRTI = nukleot(z)idni zaviralec reverzne transkriptaze

## VHB
Za preprečevanje prenosa okužbe z virusom hepatitisa B je na voljo zaščita po izpostavitvi s cepivom proti hepatitisu B in hiperimunskim gabaglobulinom B.

## VHC
Pri izpostavljenosti okužbi z virusom hepatitisa C za zdaj še ni na voljo učinkovita zaščita v obliki imunoglobulinov ali protivirusnih učinkovin. Zato priporočila ne navajajo zaščite po izpostavitvi z imuglobulini ali zdravili, temveč le testiranje izvorne osebe in če je le-ta aktivni prenašalec virusa oziroma če njenega statusa ni mogoče ugotoviti, je treba prizadeto osebo spremljati in ustrezno zdraviti, če se okužba pojavi.